# Gumieniec (gromada)
Gumieniec – dawna gromada, czyli najmniejsza jednostka podziału terytorialnego Polskiej Rzeczypospolitej Ludowej w latach 1954–1972.
Gromady, z gromadzkimi radami narodowymi (GRN) jako organami władzy najniższego stopnia na wsi, funkcjonowały od reformy reorganizującej administrację wiejską przeprowadzonej jesienią 1954 do momentu ich zniesienia z dniem 1 stycznia 1973, tym samym wypierając organizację gminną w latach 1954–1972.
Gromadę Gumieniec z siedzibą GRN w Gumieńcu utworzono – jako jedną z 8759 gromad na obszarze Polski – w powiecie miasteckim w woj. koszalińskim na mocy uchwały nr 43/54 WRN w Koszalinie z dnia 5 października 1954. W skład jednostki weszły obszary dotychczasowych gromad: Gumieniec, Objezierze, Miszewo i Bronowo ze zniesionej gminy Barcino oraz miejscowość Toczek z dotychczasowej gromady Zielin ze zniesionej gminy Kołczygłowy w tymże powiecie. Dla gromady ustalono 9 członków gromadzkiej rady narodowej.
31 grudnia 1959 z gromady Gumieniec wyłączono wieś Toczek, włączając ją do gromady Trzebielino w tymże powiecie, po czym gromadę Gumieniec zniesiono, a jej (pozostały) obszar włączono do gromady Barcino tamże.